# Krobia (Gattung)
Krobia ist eine Gattung südamerikanischer Buntbarsche. Die Gattung kommt in Flüssen der drei Guayana-Länder, in einigen südlichen, in den Amazonas mündenden Abflüssen des Guayana-Schildes und im oberen Rio Xingu in Brasilien vor. Der wissenschaftliche Name ist in Suriname der Trivialname für verschiedene Buntbarscharten. Die Krobia-Arten wurden vor der Aufstellung der Gattung in die Sammelgattung Aequidens gestellt.

## Merkmale
Krobia-Arten können knapp über zwölf Zentimeter Gesamtlänge erreichen. Ihre Gestalt ist ähnlich der der  Buntbarschgattungen Bujurquina, Tahuantinsuyoa und der des Blaupunktbuntbarsches (Andinoacara pulcher). Der Körper ist oval, seitlich abgeflacht und hochrückig. Die Stirnlinie ist gerundet. Die Körperhöhe beträgt 40 bis 50,8 % der Standardlänge. Das Maul sitzt tief und ist endständig.
Vom Oberrand des Kiemendeckels erstreckt sich ein Längsband, das oft zu Flecken aufgelöst ist, bis zum Hinterende der Rückenflosse. Unter dem Auge befindet sich oft ein senkrechter Strich. Zwischen den Augen liegen drei Binden übereinander. Ein weiteres Merkmal der Kopfzeichnung sind farbig eingefasste Zügelstreifen, die sich vom Hinterende der Maulspalte zu den Augen ziehen. Die Schwanzflosse ist ohne Musterung oder dunkel mit hellen Punkten, die in der bauchseitigen Schwanzflossenhälfte kleiner sind als in der oberen Schwanzflossenhälfte. Weibchen sind weniger hochrückig, ihre Flossen bleiben kürzer.
Flossenformel: Dorsale XIII–XV/9–11, Anale III/7–9.
Die Brustflossen sind unsymmetrisch, der vierte Flossenstrahl ist der längste; bei den Bauchflossen ist es der erste. Die Schwanzflosse schließt gerade ab oder ist leicht eingebuchtet. Sie wird von 16 Hauptflossenstrahlen und sechs weiteren Flossenstrahlen gestützt. Die Basis der Rückenflosse ist beschuppt, die paarigen Flossen sind unbeschuppt. Seiten und Kehle sind mit Kammschuppen bedeckt. Der obere Teil der Seitenlinie liegt drei Schuppenreihen über dem unteren und drei (am Beginn) bis 1,5 Schuppenreihen unterhalb der Rückenflossenbasis. Vor den Bauchflossen befinden sich Rundschuppen. Der Vorkiemendeckel ist schuppenlos, der Kiemendeckel mit zwei senkrechten Schuppenreihen besetzt.

## Fortpflanzung
Krobia-Arten laichen zwischen transportablen Substraten, z. B. zwischen Falllaub. Sie bilden eine Mann-Mutter-Familie, d. h. das Weibchen bewacht und befächelt das Gelege, während das Männchen das Revier verteidigt. Nach dem Schlupf werden die Fischlarven zunächst in kleinen, in den Gewässergrund gegrabenen Gruben behütet und nach dem Freischwimmen von beiden Elternteilen geführt und beschützt.

## Arten und Verbreitung

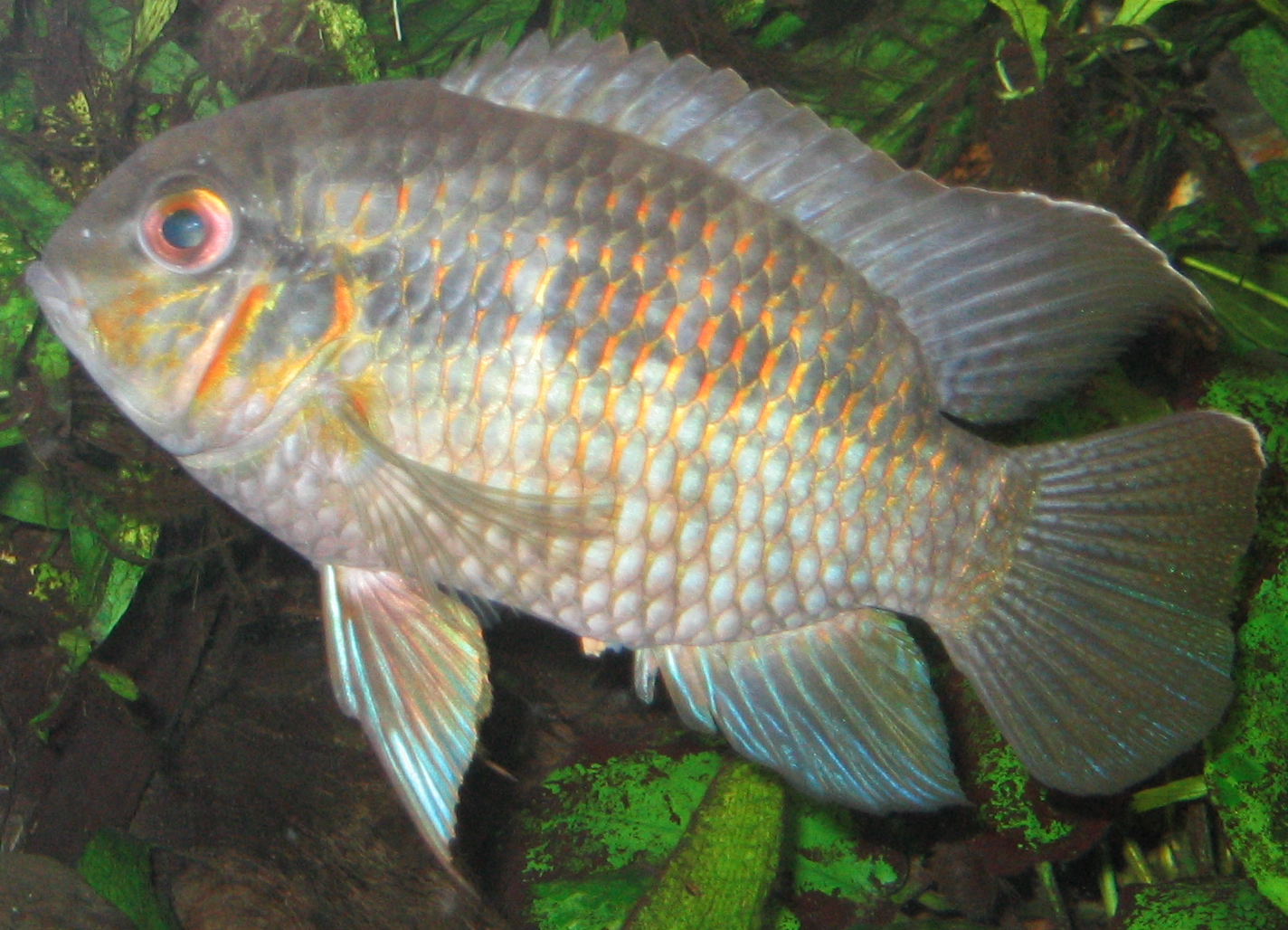
Krobia xinguensis

- Krobia guianensis (Regan, 1905), Demerara in Guyana bis  Cottica in Suriname.
- Krobia itanyi (Puyo, 1943), Maroni (Grenzfluss zwischen Französisch-Guyana und Suriname).
- Krobia petitella Steele et al., 2013, aus dem Fluss Berbice im östlichen Guyana.[1]
- Krobia xinguensis Kullander, 2012, Rio-Xingu-Becken und Quellgebiete im Bundesstaat Mato Grosso/Brasilien.

Es gibt zwei weitere, bisher unbeschriebene Arten in Französisch-Guyana.